# Bauernschmaus
Bauernschmaus ist ein bäuerliches Gericht, das vor allem in der österreichischen Küche und dem Südosten Deutschlands bekannt ist.  Für einen Bauernschmaus wird auf einer Platte gedünstetes Sauerkraut aufgeschichtet, rundherum Scheiben von gebratenem Schweinskarree, kleine Schweinskoteletts, Teilsames, gekochtes Selchkarree und Frankfurter Würstchen oder Bratwürstchen aufgelegt und mit Saft umgossen, dann werden Semmelknödel auf das Sauerkraut gelegt. Der Name entstand nach der Tradition, diesen Schmaus auf dem Land zu servieren.

## Ähnliche Gerichte
- Berner Platte
- Choucroute garnie, Elsass
- Schlachtplatte
- Metzgete, Schweiz, Süddeutschland